# 王藝衡
王藝衡（2013年12月16日—），中國魔方選手，魔域戰隊主力。現持有2*2*2魔方和3*3*3魔方平均時間的世界紀錄，時間分別為0.88秒和3.91秒。2023年3月20日，時年9歲的王藝衡在马来西亚的Yong Jun KL Speedcubing 2023比賽中以4.69秒打破三階魔方平均世界紀錄，之後再於不同賽事先後多次刷新記錄。2025年2月，王藝衡以3.08秒成績打破速解三階魔方單次時間的世界記錄，超越Max Park的3.13秒，該記錄在同年4月被耿暄一3.05秒打破。